# Simophion calvus
Simophion calvus är en stekelart som beskrevs av Viktorov 1961. Simophion calvus ingår i släktet Simophion och familjen brokparasitsteklar. Inga underarter finns listade i Catalogue of Life.